# Andrzej Mielcarek
Andrzej Mielcarek (ur. 15 stycznia 1943 w Krakowie) – polski kierowca rajdowy i wyścigowy, sześciokrotny zwycięzca Wyścigowych Samochodowych Mistrzostw Polski.

## Życiorys
Urodził się w Krakowie w 1943 roku. Chociaż jego rodzice pochodzili z Poznania, wybuch II wojny światowej zmusił ich do ucieczki do Warszawy, a następnie do Krakowa. Tam spędził dzieciństwo do 1950 roku, kiedy to rodzina powróciła do Poznania. Absolwent I Liceum Ogólnokształcącego im. Karola Marcinkowskiego w Poznaniu (1966).
Od 1966 roku startował w kartingu, od 1968 roku w rajdach samochodowych i od 1975 w wyścigach samochodowych, również za granicą. Startował autami marki Syrena 102, Wartburg 1000, Fiat 125p, Fiat 127, Fiat 128 Coupe, Zastawa 1300, Łada 2105, Honda Civic, VW Scirocco, BMW Alpina B6. W roku 1974 startował Fiatem 125p w eliminacjach mistrzostw Europy na Węgrzech.
W 1986 roku odznaczony Złotą Odznaką Honorową Automobilklubów Polski i Srebrną Odznaką Honorową PZM. W 1984 odznaczony Honorową odznaką Zasłużonego Działacza Automobilklubu Wielkopolskiego, a w 1987 rok otrzymał odznakę Honorową „Za Zasługi w Rozwoju Województwa Poznańskiego”. W 1989 roku odznaczony tytułem Mistrza Sportu.
Jego żona Katarzyna z domu Jankowiak jest wnuczką kupca i przemysłowca, działacza politycznego i gospodarczego, duńskiego konsula honorowego Stefana Kałamajskiego. Jej ojciec Xawery Jankowiak startował przed wojną w wyścigach motocykli, a po wojnie w rajdach samochodowych. Jego synowie: Sebastian oraz Xawery również byli kierowcami wyścigowymi, zdobywając wielokrotnie tytuły Mistrzów Polski. 

## Wyniki

### Wyścigowe Samochodowe Mistrzostwa Polski
- 1976 – Mistrz Polski (klasa 4)[1]
- 1976 – mistrz Rajdowych Samochodowych Mistrzostw Polski Strefy Północno-Zachodniej
- 1982 – Wicemistrz Polski (klasa 5)[2]
- 1984 – Wicemistrz Polski (klasa 4+8)[3]
- 1985 – Wicemistrz Polski - Wyścigi Górskie (klasa 7)[4]
- 1986 – Mistrz Polski (klasa 5)[5]
- 1986 – Wicemistrz Polski - Wyścigi Górskie (klasa 5)[6]
- 1988 – Mistrz Polski (klasa C-1600)[7]
- 1989 – Mistrz Polski (klasa CJ2)[8]
- 1990 – Mistrz Polski (klasa C2)[9]
- 1991 – Mistrz Polski (klasa H2)[10]